# Hanasaki Work Spring!
Hanasaki Work Spring! (花咲ワークスプリング！?) è una visual novel giapponese per adulti pubblicata per PC nel 2015 e successivamente ripubblicata per PlayStation Vita e PlayStation 4 in un'edizione accessibile a una fascia d'età leggermente più ampia, dai 17 anni in su. È stata inoltre pubblicata per iOS e Android, per quest'ultimo anche in edizione non censurata.

## Doppiaggio
- Eri Sendai – Inori Shiranui
- Nana Inoue – Ayano Kuon
- Mai Gotō – Nonoka Hanasaki
- Tae Okajima – Hikari Kotobuki
- Kumiko Yokote – Kanna Koutsuki
- Atsumi Tanezaki – Wakaba Soramori